# レンネット
レンネット (Rennet) とは、母乳の消化のために数種の哺乳動物の胃で作られる酵素の混合物のことで、チーズの製造に用いられる。凝乳酵素とも呼ばれる。主な活性酵素はキモシン(chymosin、EC 3.4.23.4) である。

## 概要
元来は、偶蹄目（ウシ、ヒツジ、ヤギ）の哺乳期間中の第4胃袋（ギアラとも呼ばれる）に存在する。この中でも、仔牛由来のものはカーフレンネットと呼ばれ、珍重されている。現在、通常はカビからとれるものや、遺伝子組換によって微生物から得られたものを多く利用する。
ウシ、ヤギなどの第4胃袋の消化液の抽出物が、標準レンネットと呼ばれる。若い仔牛の消化液には、キモシン88～94%とペプシン6～12%が含まれているといわれ、乳離れするとキモシン分泌量が急激に減少する。草を食べ始めるころになると、キモシンとペプシンの含有量が逆転し、ほぼペプシンのみとなる。この推移は他の偶蹄目でもみられ、やはり草を食む頃になるとペプシンが多くなってくる。このペプシンはタンパク質分解酵素であるため、成長した家畜の消化液を使っても凝集は起こらず、チーズを作ることは出来ない。

### 歴史
ヨーロッパでは長い間、チーズ作りの材料に偶蹄目由来のレンネット（ペプシンレンネット）が用いられてきた。消化液は反芻運動（嘔吐）では集められないため、家畜を屠殺して胃を取り出して消化液を集める必要がある。このため、安定供給が受けられず、大量の家畜が必要となるため酪農家の負担も大きかった。やがて、1960年代に原料の元となる家畜不足を原因として、代替物が多く用いられはじめることとなった。この際、ケカビ（Rhizomucor pusillus; シノニム: Mucor pusillus）が生成するレンネットが注目されることとなった。微生物レンネットと呼ばれるこれは全世界で用いられているが、伝統の維持などの観点からペプシンレンネットだけしか認めていない場合もある。
古代ギリシアの叙事詩『イーリアス』には植物性のレンネットに関するくだりがある。アリストテレスの『動物誌』にもイチジクの樹液を使った凝乳作用の説明がある。他にも、古代ギリシアやローマ時代の記録に酢、ベニバナの種、カルドン、アーティチョークの花、カワラマツバなどの植物をレンネットとして挙げている。これらの植物性レンネットは、ほとんど廃れてしまったが、今日でもイベリア半島やクレタ島の数種類のチーズに伝統が残っている。

### レンネットによる乳凝固の原理
レンネットを加える前段階で、まず乳を乳酸発酵させる。無殺菌の乳では環境微生物中の乳酸菌により乳酸発酵が起こるが、殺菌乳では多くの場合、人為的に乳酸菌を加える。乳酸発酵した乳は酸性になり、カルシウムイオンが増加する。
乳中でカゼインなどの蛋白質 は−の電気を帯びており、互いに反発しあって凝集することはない。特にκカゼインはカルシウムイオンに対して安定で、このためカゼインミセルはこのままでは沈殿しない。
ここでレンネットを加えると、プロテアーゼであるレンニンがκカゼインに作用してその結合を切断する。結果、κカゼインは浮遊力を失って不安定になり、カゼインミセルから分離する。そして−の電気が弱まったカゼインミセル同士がカルシウムイオンを介してくっつき、脂肪球と共に沈殿凝固する。これが乳の凝固の原理である。